# Kompania graniczna KOP „Dołhinów”

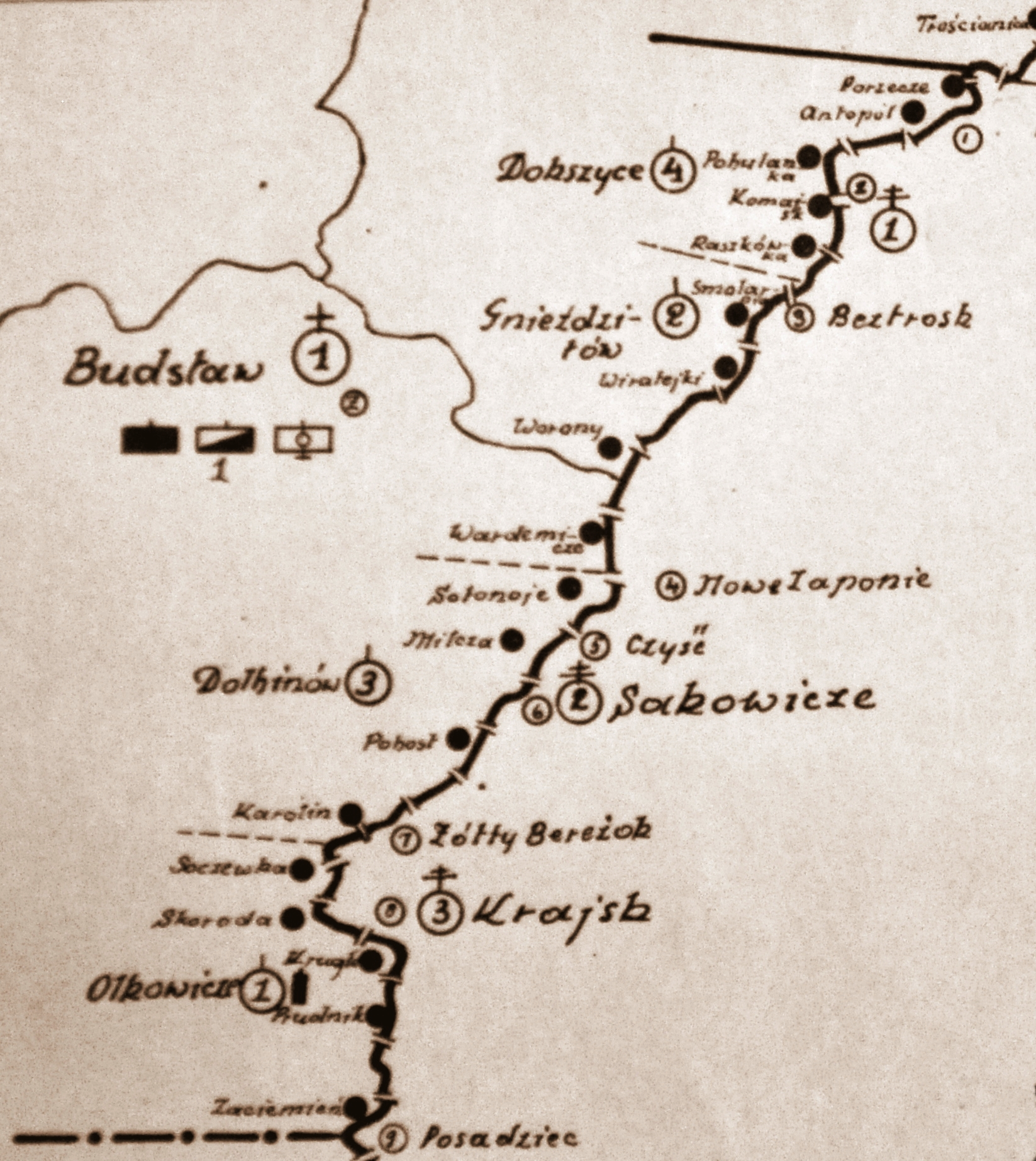
Rozmieszczenie baonu KOP „Budsław” w 1931

Kompania graniczna KOP „Dołhinów” – pododdział graniczny Korpusu Ochrony Pogranicza pełniący służbę ochronną na granicy polsko-radzieckiej.

## Geneza
Do czasu zakończenia wojny polsko-bolszewickiej, czyli do jesieni 1920, wschodnią granicę państwa polskiego wyznaczała linia frontu. Dopiero zarządzeniem z 6 listopada 1920 utworzono Kordon Graniczny Ministerstwa Spraw Wojskowych. W połowie stycznia 1921 zmodyfikowano formę ochrony granicy i rozpoczęto organizowanie Kordonu Granicznego Naczelnego Dowództwa WP. Obsadzony on miał być przez żandarmerię polową i oddziały wojskowe. Latem 1921 ochronę granicy wschodniej postanowiło powierzyć Batalionom Celnym. W Dołhinowie rozmieszczono dowództwo i pododdziały sztabowe 44 batalionu celnego. 
W drugiej połowie 1922 przeprowadzono kolejną reorganizację organów strzegących granicy wschodniej. 1 września 1922 bataliony celne przemianowano na bataliony Straży Granicznej. W rejonie odpowiedzialności przyszłej kompanii granicznej KOP „Dołhinów” służbę graniczną pełniły pododdziały 44 batalionu Straży Granicznej. 
Już w następnym zlikwidowano Straż Graniczną, a z dniem 1 lipca 1923 pełnienie służby granicznej na wschodnich rubieżach powierzono Policji Państwowej. 
W sierpniu 1924 podjęto uchwałę o powołaniu Korpusu Ochrony Pogranicza – formacji zorganizowanej na wzór wojskowy, a będącej w etacie Ministerstwa Spraw Wewnętrznych.

## Formowanie i zmiany organizacyjne
Na podstawie rozkazu szefa Sztabu Generalnego L. dz. 12044/O.de B./24 z 27 września 1924, w pierwszym etapie organizacji Korpusu Ochrony Pogranicza sformowano 1 batalion graniczny , a w jego składzie 8 kompanię graniczną KOP. W listopadzie 1936 kompania liczyła 2 oficerów, 8 podoficerów, 4 nadterminowych i 83 żołnierzy służby zasadniczej.
W 1939 3 kompania graniczna KOP „Dołhinów” podlegała dowódcy batalionu KOP „Budsław”.

## Służba graniczna
Podstawową jednostką taktyczną Korpusu Ochrony Pogranicza przeznaczoną do pełnienia służby ochronnej był batalion graniczny. Odcinek batalionu dzielił się na pododcinki kompanii, a te z kolei na pododcinki strażnic, które były „zasadniczymi jednostkami pełniącymi służbę ochronną”, w sile półplutonu. Służba ochronna pełniona była systemem zmiennym, polegającym na stałym patrolowaniu strefy nadgranicznej i tyłowej, wystawianiu posterunków alarmowych, obserwacyjnych i kontrolnych stałych, patrolowaniu i organizowaniu zasadzek w miejscach rozpoznanych jako niebezpieczne, kontrolowaniu dokumentów i zatrzymywaniu osób podejrzanych, a także utrzymywaniu ścisłej łączności między oddziałami i władzami administracyjnymi. Miejscowość, w którym stacjonowała kompania graniczna, posiadała status garnizonu Korpusu Ochrony Pogranicza.
3 kompania graniczna „Dołhinów” w 1934 ochraniała odcinek granicy państwowej szerokości 29 kilometrów 100 metrów. Po stronie sowieckiej granicę ochraniały zastawy „Nowezaponie”, „Czyść” i „Sakowicze” z komendantury „Sakowicze” oraz zastaw „Żółty Bereżok” z komendantury „Krajsk” .
Sąsiednie kompanie graniczne:
- 2 kompania graniczna KOP „Hnieździłów” ⇔ 1 kompania graniczna KOP „Olkowicze” – 1928[16], 1929[17], 1931[15] , 1932[18], 1934[19], 1938[20]

## Walki kompanii w 1939
Strażnice 3 kompanii „Dołhinów” atakował 14 Oddziału Wojsk Pogranicznych NKWD. Strażnica „Milcza” podjęła godzinną walkę. Do niewoli dostał się dowódca strażnicy. Kilku żołnierzy wycofało się w kierunku Dołhinowa. Strażnica „Pohost” też podjęła walkę. Zginął dowódca strażnicy i kilku żołnierzy. Strona sowiecka straciła dowódcę atakującego oddziału lejtn. Pietrowa, a ranny został jego zastępca, politruk Końkow. Także strażnica „Karolin" podjęła walkę. Straciła trzech zabitych oraz pięciu wziętych do niewoli. Pododdziały stacjonujące w Dołhinowie wycofały się bez walki w kierunku Budsławia i dołączyły do wycofujących się sił batalionu. Niewielka część baonu przeszła na Litwę i tam została internowana.

## Struktura organizacyjna
| Struktura organizacyjna kompanii granicznej KOP „Dołhinów” |                         |                           |
| Lata                                                       | 1928–1934               | 1938–1939                 |
| Strażnice                                                  | strażnica KOP „Sołonoje | —                         |
| Strażnice                                                  | strażnica KOP „Milcza”  | 1 strażnica KOP „Milcza”  |
| Strażnice                                                  | strażnica KOP „Pohost”  | 2 strażnica KOP „Pohost”  |
| Strażnice                                                  | strażnica KOP „Karolin” | 3 strażnica KOP „Karolin” |
| Inne                                                       |                         | pluton odwodowy           |

## Dowódcy kompanii
- kpt. Aleksander Michałowski (był 31 X 1928 − 15 IV 1930 → przeniesiony do 11 pp[29] )
- kpt. Adam Doberski (7 IV 1930[30] − 31 III 1933 → przeniesiony w stan spoczynku[29] )
- kpt. Witold Obidowicz (9 II 1933 − 23 III 1933 → przeniesiony do batalionu „Budsław”)[29]
- kpt. Stanisław Malik (do XI 1937)
- kpt. Sławomir Nakielski[d](– 1939)
- kpt. Zygmunt Waligórski[e] (IX 1939[21])